# Tlaquetzaltitla
Tlaquetzaltitla är en ort i Mexiko.   Den ligger i kommunen Tlaquilpa och delstaten Veracruz, i den sydöstra delen av landet, 230 km öster om huvudstaden Mexico City. Tlaquetzaltitla ligger 2 386 meter över havet och antalet invånare är 443.
Terrängen runt Tlaquetzaltitla är huvudsakligen kuperad, men österut är den bergig. Terrängen runt Tlaquetzaltitla sluttar österut. Runt Tlaquetzaltitla är det ganska tätbefolkat, med 93 invånare per kvadratkilometer. Närmaste större samhälle är Xoxocotla, 3,1 km nordväst om Tlaquetzaltitla. Omgivningarna runt Tlaquetzaltitla är en mosaik av jordbruksmark och naturlig växtlighet.